# (7495) Feynman
(7495) Feynman ist ein Asteroid des mittleren Hauptgürtels, der am 22. November 1995 von den tschechischen Astronomen Miloš Tichý und Zdeněk Moravec am Kleť-Observatorium (IAU-Code 046) bei Český Krumlov entdeckt wurde. Sichtungen des Asteroiden hatte es vorher schon am 28. November 1986 unter der vorläufigen Bezeichnung 1986 WW6 am französischen Observatoire de Calern und im Januar 1992 (1992 BS2) an der auf dem Kitt Peak gelegenen Außenstation des Steward Observatory gegeben.
(7495) Feynman ist nach dem US-amerikanischen Physiker und Nobelpreisträger Richard Feynman benannt. Die Benennung erfolgte durch die Internationale Astronomische Union (IAU) am 22. April 1997.